# Krystian Zdrojkowski
Krystian Zdrojkowski (ur. 20 grudnia 1982 w Białymstoku) – polski łyżwiarz szybki na krótkim torze, olimpijczyk z Salt Lake City 2002. Zawodnik Juvenii Białystok.
Wielokrotny medalista mistrzostw Polski:
- złoty
  - w wyścigu na 500 metrów w latach 2001, 2004[1]
  - w wyścigu na 1000 metrów w latach 2001, 2004[1]
  - w wyścigu na 1500 metrów w latach 2001, 2005[1]
  - w wyścigu na 3000 metrów w latach 2000–2001, 2004[1]
  - w wieloboju w latach 2001, 2004[1], 2005[1]
  - w sztafecie 5000 m w roku 2004[1], 2005[1]
- srebrny
  - w sztafecie w roku 2000
  - w wyścigu na 1500 m w roku 2004[1]
  - w wyścigu na 500 m w roku 2005[1]

Uczestnik mistrzostw świata w roku:
- 2003 podczas których zajął 31. miejsce w wyścigu na 500 m, 8. miejsce na 1000 m, 27. miejsce na 1500 m co dało mu 16. miejsce w klasyfikacji łącznej[2]
- 2004 gdzie zajął 50. miejsce w wieloboju[1]

Uczestnik mistrzostw Europy w roku
- 2003 podczas których zajął 13. miejsce w wyścigu na 500 m[2]
- 2004 podczas których zajął 28. miejsce w wieloboju[1]
- 2005 podczas których zajął 9. miejsce w sztafecie na 5000 m[1]

Na igrzyskach olimpijskich w roku 2002 zajął 19. miejsce w wyścigu na 1000 metrów, 25. miejsce w wyścigu na 1500 metrów oraz 27. miejsce w wyścigu na 500 metrów